# モロ反射

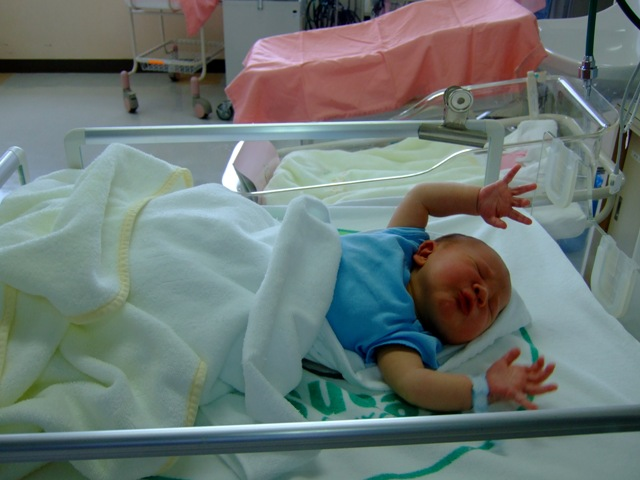
モロ反射

モロ反射（モロはんしゃ、またはモロー反射、英: Moro Reflex）とは正常反射（原始反射）の一種であり、脳幹レベルでの反射のひとつであり、乳児に見られる。別名として「抱きつき反射」ともいう。
大きな音を立てた際に乳児が両手を広げて抱きつくような反射動作を指し、出生直後より出現し、通常は生後4ヶ月頃には消失する。モロ反射の消失によって、定頸（首が据わること）や首の運動が可能となるとされる。脳の障害により消失が遅れることがあり、逆に本来あって良いはずの時機に反射の減弱があると、核黄疸などの障害が疑われる。また、左右差が存在する場合も分娩麻痺などが疑われる。
オーストリアの小児科医エルンスト・モロー、1874年 - 1951年）によって発見された。

## 反射の概要
- 児の頭部を30度ほど持ち上げた後、急に支えをはずし、頭を落下させる
- 腕を外転・伸展させ指を広げる（第1相[2]）
- 内転・屈曲させ抱きつくような動きを見せる（第2相[2]）

このような動きは、母体などから落下しそうになった時、近くにあるものにつかまる事で、落下の危険を回避するという利点があると考えられる。